# (8606) 1971 UG
1971 يو جي (ويعرف أيضًا باسم (8606) 1971 يو جي وفق تسمية الكوكب الصغير) (بالإنجليزية: 1971 UG)‏ هو كويكب ضمن حزام الكويكبات؛ وترتيبه 8606 من حيث الاكتشاف.
اكتُشف هذا الجُرم الفلكي بواسطة لوبوش كوهوتك في 26 أكتوبر 1971.

## وصلات خارجية
- (8606) 1971 UG في قاعدة بيانات مختبر الدفع النفاث لأجرام النظام الشمسي الصغيرة

- الاكتشاف · مخطط المدار ·  العناصر المدارية · المعلمات المادية

- (8606) 1971 UG على موقع ويكي سكاي: DSS2, SDSS, GALEX, IRAS, Hydrogen α, X-Ray, Astrophoto, Sky Map, Articles and images